# Al Hamed
Al Hamed (arabisch الحامد al-Hāmid) ist eine Stadt in Ägypten in der Nähe von Rosetta. Am 21. April 1807 besiegten hier Muhammad-Ali-treue Truppen während der Alexandria-Expedition von 1807 eine kleine britische Streitmacht.